# Emdenimyia biseriata
Emdenimyia biseriata är en tvåvingeart som beskrevs av Carroll William Dodge 1966. Emdenimyia biseriata ingår i släktet Emdenimyia och familjen köttflugor.
Artens utbredningsområde är Venezuela. Inga underarter finns listade i Catalogue of Life.